# Ilhas Hauar (região)
Ilhas Hauar (em árabe: جزر حوار; romaniz.: Juzur Hawar) era uma das 12 regiões do Reino do Barém. Segundo censo de 2001, tinha 3 875 residentes. Compreendia 52 quilômetros quadrados.